# Rønde Kommune
Rønde Kommune i Århus Amt blev dannet op til kommunalreformen i 1970. Ved strukturreformen i 2007 indgik kommunen i Syddjurs Kommune sammen med Ebeltoft Kommune, Midtdjurs Kommune og Rosenholm Kommune.

## Sammenlægning
Rønde Kommune blev dannet inden kommunalreformen ved frivillig sammenlægning af 2 sognekommuner:
| Kommune           | Befolkningstal sept. 1965 | Byer                        |
| ----------------- | ------------------------- | --------------------------- |
| Feldballe         | 839                       | Feldballe                   |
| Thorsager-Bregnet | 3.680                     | Rønde, Ugelbølle, Thorsager |
| I alt             | 4.519                     |                             |

Ved kommunalreformen blev desuden Ugelbølle og Balskov Gårde ejerlav i Mørke Sogn i Mørke Kommune overført til Rønde Kommune, mens resten af Mørke Kommune kom til Rosenholm Kommune.

## Sogne
Rønde Kommune bestod af følgende sogne:
- Bregnet Sogn (fra Øster Lisbjerg Herred)
- Feldballe Sogn (fra Djurs Sønder Herred)
- Thorsager Sogn (fra Øster Lisbjerg Herred)
- Ugelbølle og Balskov i Mørke Sogn (disse to områder blev 1. oktober 1980 overført fra Mørke Sogn til Bregnet Sogn)[3]

## Borgmestre[4]
| Periode   | Navn                   | Parti             |
| --------- | ---------------------- | ----------------- |
| 1970-1982 | Erik Holst Pedersen    | Venstre           |
| 1982-1990 | Peter L. Knudsen       | Lokalliste        |
| 1990-1994 | Vilfred Friborg Hansen | Socialdemokratiet |
| 1994-1998 | Jørgen Kjeldsen        | Venstre           |
| 1998-2006 | Vilfred Friborg Hansen | Socialdemokratiet |

## Rådhus
Rønde Kommunes rådhus lå på Hovedgaden 77 i Rønde. I 2011 besluttede Syddjurs Kommune, at dens medarbejdere over nogle år skulle samles på rådhusene i Ebeltoft og Hornslet, så rådhuset i Rønde kunne rives ned og grunden frigives til plejeboliger.